# Partido Comunista de Finlandia
Este artículo habla sobre el histórico Partido Comunista de Finlandia. Para el partido actual con ese nombre, consulte Partido Comunista de Finlandia (Unidad)
El Partido Comunista de Finlandia (en finés: Suomen Kommunistinen Puolue, en sueco: Finlands kommunistiska parti, abreviado SKP) fue un histórico partido comunista finlandés fundado el 29 de agosto de 1918 y disuelto en 1992. El SKP formaba parte del Comintern y estuvo ilegalizado hasta 1944.

## Inicios
El 29 de agosto de 1918 los "rojos" perdieron la guerra civil finlandesa. El Partido Socialdemócrata de Finlandia había apoyado al bando perdedor, y varios de sus líderes pasaron a ser refugiados en la Unión Soviética. Algunos de estos refugiados fundaron el Partido Comunista de Finlandia en Moscú.
El partido no fue legal en Finlandia hasta 1944. Tras la Guerra de Continuación, el SKP dominó la Liga Democrática Popular de Finlandia, fundada aquel año como organización paraguas de la izquierda radical finlandesa.

## Guerra Fría
Los años de la Guerra Fría constituyeron la «era dorada» de los comunistas finlandeses. Entre 1944 y 1979, el apoyo popular a la Liga Democrática Popular de Finlandia estuvo en torno al 17 %-24 %, siendo el partido más votado en las elecciones de 1958. Los comunistas formaron parte de varios gabinetes; nunca hubo un presidente comunista, pero sí un primer ministro, Mauno Pekkala, entre 1946 y 1948. A mediados de la década de 1960, el Departamento de Estado de los Estados Unidos estimó en 40 000 el número de afiliados al partido, un 1,44 % de la población activa. El SKP recibió importantes aportaciones económicas por parte de la Unión Soviética durante la Guerra Fría (Rentola 1997, Harvard, p. 177), mientras que el Partido Socialdemócrata de Finlandia era financiado por Estados Unidos. Las amenazas soviéticas de retirar su apoyo fueron el motivo principal por el que los reformistas no expulsaron a la minoría estalinista (o taistoísta, por Taisto Sinisalo) de la cúpula del partido[cita requerida].
La organización juvenil del SKP era la Liga de las Juventudes Comunistas de Finlandia (SKNL, 1925–1936).
El SKP competía principalmente para dominar la izquierda finlandesa con el Partido Socialdemócrata de Finlandia. La competición llegó a ser muy agria en los sindicatos y otras organizaciones de izquierda. Los comunistas perdieron terreno poco a poco y se debilitaron debido a disputas internas.
Los taistoístas frecuentemente atacaban a la cúpula más eurocomunista del partido, que en la práctica constaba de dos estructuras paralelas. En 1985-1986, numerosos taistoístas, cientos de organizaciones del partido con miles de afiliados, fueron expulsados. Se refundaron como el Partido Comunista de Finlandia (Unidad) (SKPy), que posteriormente pasó a ser el Partido Comunista de Finlandia actual.

## Desmoronamiento

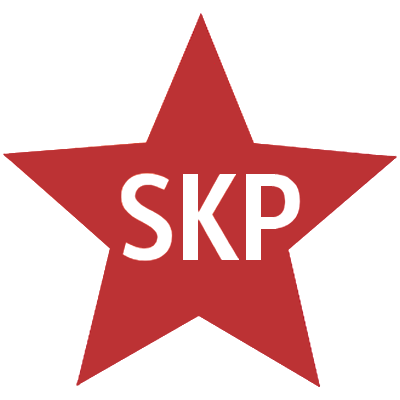
Logo del Partido Comunista en 1994

El desmoronamiento de la Unión Soviética suscitó conflictos ideológicos y duras disputas internas que plagaron el partido. La depresión iniciada en 1989 dio lugar a la bancarrota financiera en 1992. El SKP nunca se recuperó. La mayor parte de los miembros, junto con otras organizaciones de la Liga Democrática Popular de Finlandia, formó la Alianza de la Izquierda en 1990.
Sin embargo, el Partido Comunista de Finlandia (Unidad), originalmente la facción del partido que había sido expulsada en 1985–1986, sobrevivió a su padre y se registró como el Partido Comunista de Finlandia en 1997. Sin embargo, no ha sido capaz de recuperar la representación parlamentaria del antiguo SKP. En las elecciones parlamentarias de 2007 consiguió apenas un 0,7% de votos.

## Líderes
| Yrjö Sirola      | 1918–1920             |
| Kullervo Manner  | 1920–1935             |
| Hannes Mäkinen   | 1935–1937             |
| Jukka Lehtosaari | 1937–1938             |
| Aimo Aaltonen    | 1944–1945 & 1948–1966 |
| Aaro Uusitalo    | 1945–1948             |
| Aarne Saarinen   | 1966–1982             |
| Jouko Kajanoja   | 1982–1984             |
| Arvo Aalto       | 1984–1988             |
| Jarmo Wahlström  | 1988–1990             |
| Heljä Tammisola  | 1990–1992             |

| Arvo Tuominen   | 1935–1940             |
| Ville Pessi     | 1944–1969             |
| Arvo Aalto      | 1969–1977 & 1981–1984 |
| Erkki Kivimäki  | 1977–1981             |
| Aarno Aitamurto | 1984–1985             |
| Esko Vainionpää | 1985–1987             |
| Asko Mäki       | 1987–1990             |